# Hermitescher symmetrischer Raum
In der Mathematik ist ein hermitescher symmetrischer Raum eine hermitesche Mannigfaltigkeit, die gleichzeitig ein symmetrischer Raum ist. Beispiele sind die riemannsche Zahlenkugel, die hyperbolische Ebene oder der siegelsche Halbraum. Hermitesche symmetrische Räume werden in der algebraischen Geometrie als Parameterräume für die Variation von Hodge-Strukturen verwendet.

## Automorpismen hermitescher symmetrischer Räume
Für einen Hermiteschen symmetrischen Raum {\displaystyle M} bezeichne {\displaystyle Hol(M)} die Gruppe der biholomorphen Abbildungen, {\displaystyle Isom(M)} die Gruppe der riemannschen Isometrien und {\displaystyle Is(M)=Hol(M)\cap Isom(M)} die Gruppe der holomorphen Isometrien.
Wenn {\displaystyle M} von nichtkompaktem Typ ist, dann geben die Inklusionen 	
{\displaystyle Hol(M)\supset Is(M)\subset Isom(M)}
Gleichheiten der Zusammenhangskomponenten der Eins
{\displaystyle Hol^{+}(M)=Is^{+}(M)=Isom^{+}(M)}.
Dann wirkt {\displaystyle Hol^{+}(M)} transitiv auf {\displaystyle M} mit Stabilisator {\displaystyle K_{p}\subset Hol^{+}(M)} eines Punktes {\displaystyle p\in M}, und man hat {\displaystyle Hol^{+}(M)/K_{p}=M}.
Sei {\displaystyle {\mathfrak {h}}} die Lie-Algebra von {\displaystyle Hol(M)^{+}}, dann gibt es eine eindeutige zusammenhängende algebraische Gruppe {\displaystyle G\subset GL({\mathfrak {h}})} mit
{\displaystyle G(\mathbb {R} )^{+}=G(\mathbb {R} )\cap Hol(M)=Hol(M)^{+}.}
Die algebraische Gruppe {\displaystyle G} ist halbeinfach und {\displaystyle G(\mathbb {R} )} ist nichtkompakt.

## Klassifikation kompakter hermitescher symmetrischer Räume
Kompakte hermitesche symmetrische Räume sind Produkte von irreduziblen kompakten Hermiteschen symmetrischen Räumen.
Die irreduziblen kompakten hermiteschen symmetrischen Räume {\displaystyle H/K} lassen sich wie folgt klassifizieren.
| {\displaystyle G}                                | {\displaystyle H}                    | {\displaystyle K}                                                   | komplexe Dimension                    | Rang                               | geometrische Interpretation |
| ------------------------------------------------ | ------------------------------------ | ------------------------------------------------------------------- | ------------------------------------- | ---------------------------------- | --- |
| {\displaystyle \mathrm {SL} (p+q,\mathbb {C} )}  | {\displaystyle \mathrm {SU} (p+q)\,} | {\displaystyle \mathrm {S} (\mathrm {U} (p)\times \mathrm {U} (q))} | {\displaystyle pq}                    | {\displaystyle \min(p,q)}          | Grassmann-Mannigfaltigkeit der komplex {\displaystyle p}-dimensionalen Unterräume des {\displaystyle \mathbb {C} ^{p+q}}                                                                                       |
| {\displaystyle \mathrm {SO} (2n,\mathbb {C} )}   | {\displaystyle \mathrm {SO} (2n)\,}  | {\displaystyle \mathrm {U} (n)\,}                                   | {\displaystyle {\tfrac {1}{2}}n(n-1)} | {\displaystyle [{\tfrac {1}{2}}n]} | Raum der orthogonalen komplexen Strukturen auf dem {\displaystyle \mathbb {R} ^{2n}} |
| {\displaystyle \mathrm {Sp} (2n,\mathbb {C} )\,} | {\displaystyle \mathrm {Sp} (n)\,}   | {\displaystyle \mathrm {U} (n)\,}                                   | {\displaystyle {\tfrac {1}{2}}n(n+1)} | {\displaystyle n}                  | Raum der mit dem Skalarprodukt kompatiblen komplexen Strukturen auf dem {\displaystyle \mathbb {H} ^{n}} |
| {\displaystyle \mathrm {SO} (n+2,\mathbb {C} )}  | {\displaystyle \mathrm {SO} (n+2)\,} | {\displaystyle \mathrm {SO} (n)\times \mathrm {SO} (2)}             | {\displaystyle n}                     | 2                                  | Grassmann-Mannigfaltigkeit der orientierten, reell {\displaystyle 2}-dimensionalen Unterräume des {\displaystyle \mathbb {R} ^{n+2}}                                                                           |
| {\displaystyle E_{6}^{\mathbb {C} }\,}           | {\displaystyle E_{6}\,}              | {\displaystyle \mathrm {SO} (10)\times \mathrm {SO} (2)}            | 16                                    | 2                                  | Komplexifizierung {\displaystyle (\mathbb {C} \otimes \mathbb {O} )P^{2}} der Cayley-projektiven Ebene {\displaystyle \mathbb {O} P^{2}}                                                                       |
| {\displaystyle E_{7}^{\mathbb {C} }}             | {\displaystyle E_{7}\,}              | {\displaystyle E_{6}\times \mathrm {SO} (2)}                        | 27                                    | 3                                  | Raum derjenigen symmetrischen Unterräume der Rosenfeld-projektiven Ebene {\displaystyle (\mathbb {H} \otimes \mathbb {O} )P^{2}}, die isomorph zu {\displaystyle (\mathbb {C} \otimes \mathbb {O} )P^{2}} sind |